# Loweria melancroca
Loweria melancroca là một loài bướm đêm trong họ Geometridae.